# カタベイ県
カタベイ県（カタベイけん、Nkhata Bay）は、マラウイ北部州にある県であり、中心となる都市もカタベイ（Nkhata Bay Town）である。

## カタベイ県
4071km²の面積と、21万3779人の人口（2007年時）を擁する県である。県北側をルンピ県に、西側をムジンバ県に、南側をコタコタ県に接しており、東側はマラウイ湖に面している。

## ギャラリー

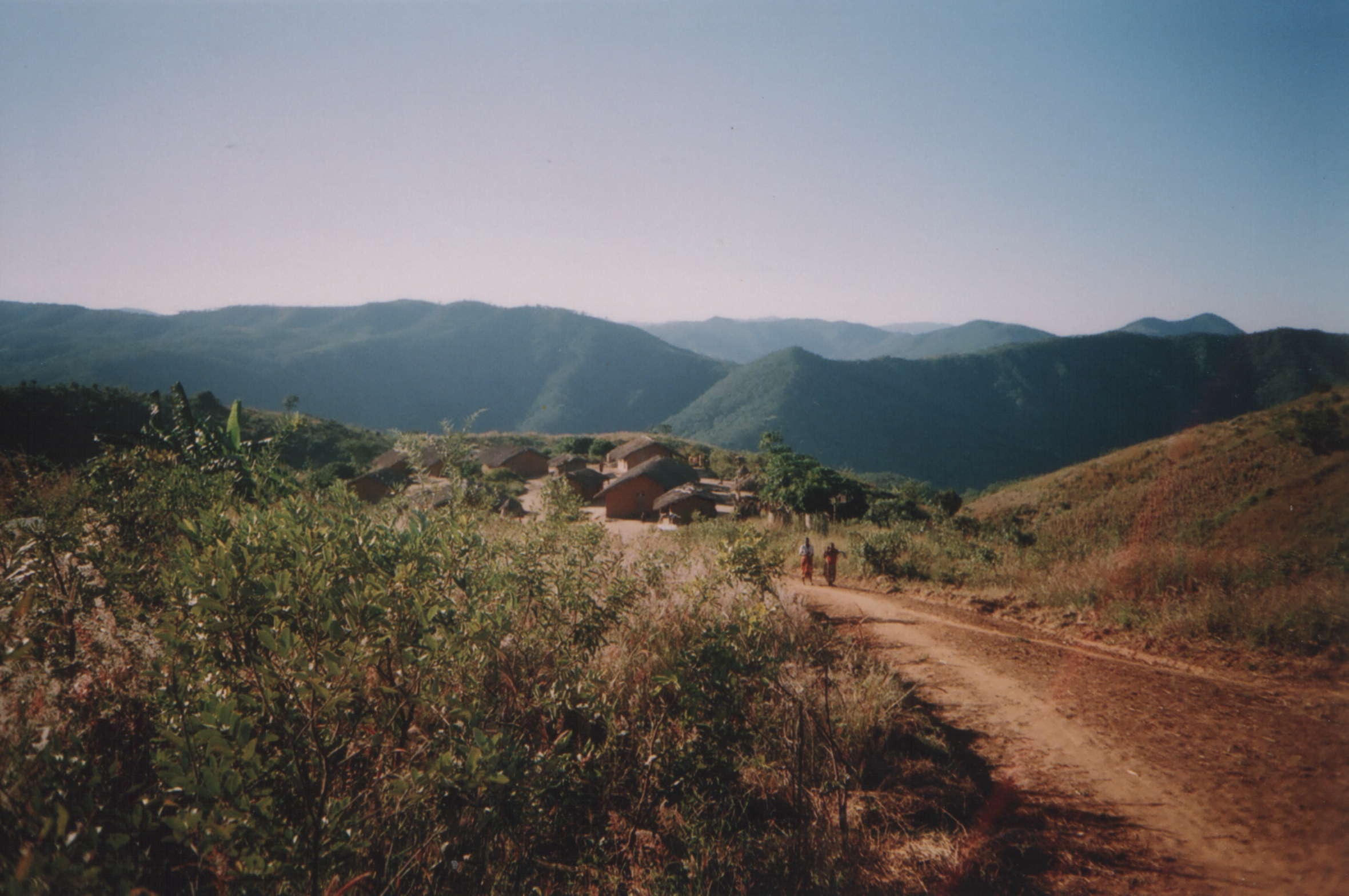
カタベイ県北部の村落
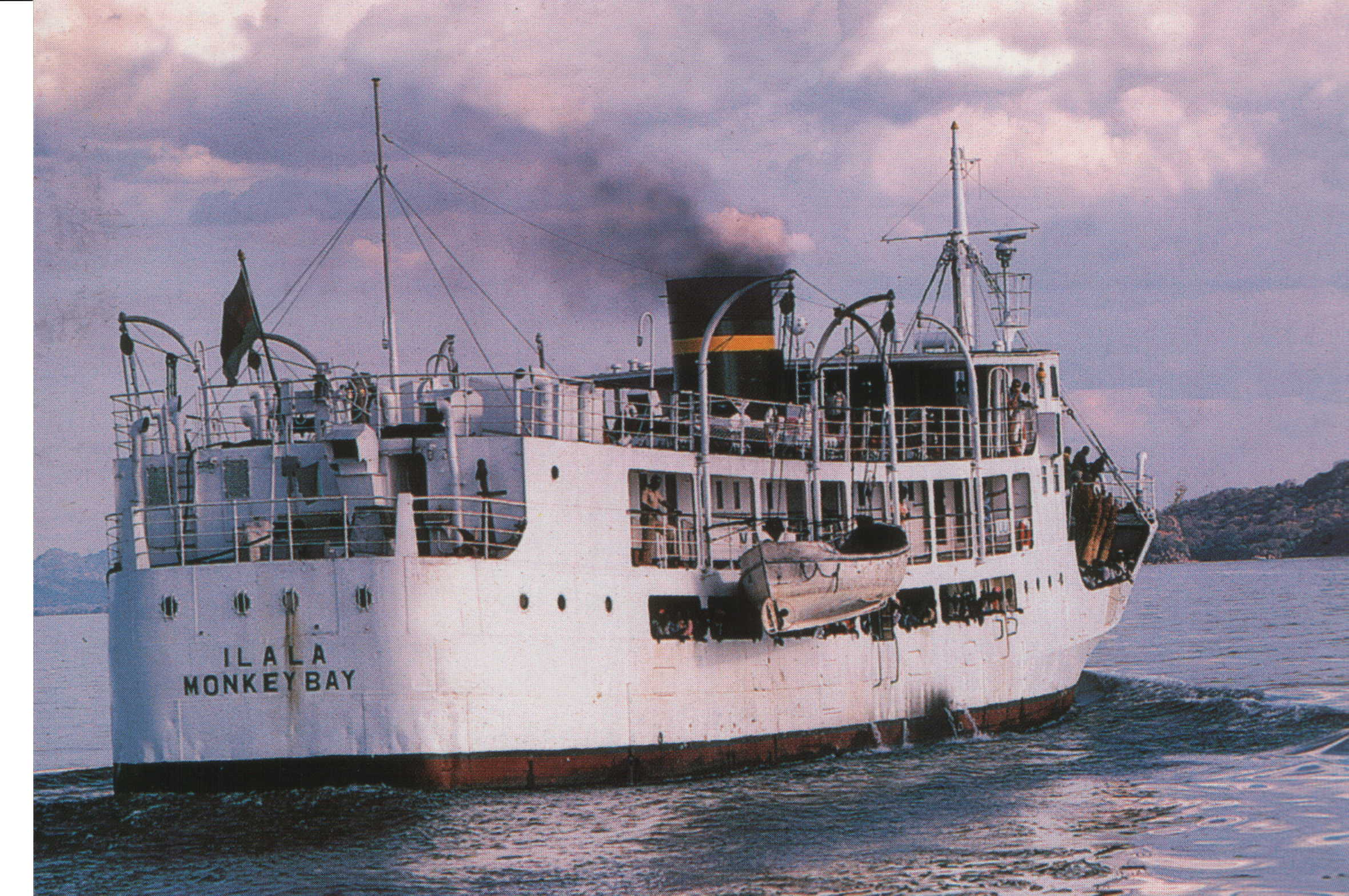
カタベイ港から出航するイララ号